# Japan PGA Championship
Japan PGA Championship (japanska: 日本プロゴルフ選手権大会, romaji: nihon purogorufu senshuken taikai) är en professionell golftävling på den japanska golftouren. Tävlingen har spelats årligen sedan 1926 på olika golfbanor runt om i Japan. Nuvarande titelsponsor är Nissin Foods, därav tävlingens nuvarande titel Japan PGA Championship Nissin Cupnoodles Cup.

## Vinnare
| År                                           | Golfbana                                     | Vinnare                                      | Nationalitet                                 | Resultat                                     |                                              |                                              |
| Japan PGA Championship Nissin Cupnoodles Cup | Japan PGA Championship Nissin Cupnoodles Cup | Japan PGA Championship Nissin Cupnoodles Cup | Japan PGA Championship Nissin Cupnoodles Cup | Japan PGA Championship Nissin Cupnoodles Cup | Japan PGA Championship Nissin Cupnoodles Cup | Japan PGA Championship Nissin Cupnoodles Cup |
| -------------------------------------------- | -------------------------------------------- | -------------------------------------------- | -------------------------------------------- | -------------------------------------------- | -------------------------------------------- | -------------------------------------------- |
| 2017                                         | Kanehide Kise Country Club                   | Yūsaku Miyazato                              | Japan                                        | 276 (−12)                                    |                                              |                                              |
| 2016                                         | Hokkaido Classic Country Club                | Hideto Tanihara                              | Japan                                        | 266 (−22)PO                                  |                                              |                                              |
| 2015                                         | Taiheiyo Club, Kohnan Course                 | Adam Bland                                   | Australien                                   | 268 (−16)                                    |                                              |                                              |
| 2014                                         | Golden Valley GC                             | Taichi Teshima                               | Japan                                        | 279 (−9)                                     |                                              |                                              |
| 2013                                         | Sobu CC, Sobu Course                         | Kim Hyung-sung                               | Sydkorea                                     | 279 (−5)                                     |                                              |                                              |
| 2012                                         | Karasuyamajo CC                              | Toru Taniguchi                               | Japan                                        | 284 (−4)                                     |                                              |                                              |
| 2011                                         | Ono Toyo GC                                  | Hiroo Kawai                                  | Japan                                        | 275 (−9)                                     |                                              |                                              |
| 2010                                         | Passage Kinkai Island GC                     | Toru Taniguchi                               | Japan                                        | 270 (−10)                                    |                                              |                                              |
| 2009                                         | Eniwa CC                                     | Yuta Ikeda                                   | Japan                                        | 266 (−14)                                    |                                              |                                              |
| Japan PGA Championship                       |                                              |                                              |                                              |                                              |                                              |                                              |
| 2008                                         | Raysum Golf & Spa Resort                     | Shingo Katayama                              | Japan                                        | 265 (−23)                                    |                                              |                                              |
| 2007                                         | Kise CC                                      | Toshimitsu Izawa                             | Japan                                        | 283 (−5)                                     |                                              |                                              |
| 2006                                         | Tanigumi CC                                  | Tomohiro Kondo                               | Japan                                        | 278 (−10)PO                                  |                                              |                                              |
| 2005                                         | Tamana CC                                    | SK Ho                                        | Sydkorea                                     | 272 (−10)                                    |                                              |                                              |
| 2004                                         | Kochi Kuroshio CC                            | SK Ho                                        | Sydkorea                                     | 202 (−14)                                    |                                              |                                              |
| 2003                                         | Miho GC                                      | Shingo Katayama                              | Japan                                        | 271 (−17)                                    |                                              |                                              |
| 2002                                         | Koma CC                                      | Kenichi Kuboya                               | Japan                                        | 279 (−9)PO                                   |                                              |                                              |
| 2001                                         | The Queens Hill CC                           | Dean Wilson                                  | USA                                          | 281 (−3)                                     |                                              |                                              |
| 2000                                         | Caledonian GC                                | Nobuhito Sato                                | Japan                                        | 280 (−4)                                     |                                              |                                              |
| 1999                                         | GC Twin Fields                               | Naomichi Ozaki                               | Japan                                        | 283 (−5)                                     |                                              |                                              |
| 1998                                         | Grandage GC                                  | Brandt Jobe                                  | USA                                          | 280 (−8)                                     |                                              |                                              |
| 1997                                         | Central GC, West Course                      | Shigeki Maruyama                             | Japan                                        | 272 (−16)                                    |                                              |                                              |
| 1996                                         | Sanyo GC, Yoshii Course                      | Masashi Ozaki                                | Japan                                        | 270 (−18)                                    |                                              |                                              |
| 1995                                         | Natsudomari GL                               | Hisayuki Sasaki                              | Japan                                        | 272 (−16)                                    |                                              |                                              |
| 1994                                         | Lake Green GC                                | Hiroshi Gohda                                | Japan                                        | 279 (−5)                                     |                                              |                                              |
| 1993                                         | Sports Shinko CC                             | Masashi Ozaki                                | Japan                                        | 278 (−10)                                    |                                              |                                              |
| 1992                                         | Shimoakima CC                                | Masahiro Kuramoto                            | Japan                                        | 281 (−7)PO                                   |                                              |                                              |
| 1991                                         | Prestige GC                                  | Masashi Ozaki                                | Japan                                        | 273 (−15)                                    |                                              |                                              |
| 1990                                         | Amanosan CC                                  | Hideki Kase                                  | Japan                                        | 274 (−14)                                    |                                              |                                              |
| 1989                                         | Karasuyamajo CC                              | Masashi Ozaki                                | Japan                                        | 278 (−6)                                     |                                              |                                              |
| 1988                                         | Ehime GC                                     | Tateo Ozaki                                  | Japan                                        | 268 (−20)                                    |                                              |                                              |
| 1987                                         | Hamano GC                                    | David Ishii                                  | USA                                          | 280 (−8)                                     |                                              |                                              |
| 1986                                         | Nihon Line GC, West Course                   | Isao Aoki                                    | Japan                                        | 272 (−16)                                    |                                              |                                              |
| 1985                                         | Central GC, East Course                      | Tateo Ozaki                                  | Japan                                        | 288 (−4)                                     |                                              |                                              |
| 1984                                         | MIOS Kikukawa CC                             | Tsuneyuki Nakajima                           | Japan                                        | 275 (−9)                                     |                                              |                                              |
| 1983                                         | Shuun CC                                     | Tsuneyuki Nakajima                           | Japan                                        | 279 (−9)                                     |                                              |                                              |
| 1982                                         | Meishin Yokkaichi CC                         | Masahiro Kuramoto                            | Japan                                        | 274 (−14)                                    |                                              |                                              |
| 1981                                         | Sapporo Korakuen CC                          | Isao Aoki                                    | Japan                                        | 277 (−11)                                    |                                              |                                              |
| 1980                                         | Northern CC, Akagi Course                    | Yoshitaka Yamamoto                           | Japan                                        | 282 (−2)                                     |                                              |                                              |
| 1979                                         | Asami CC                                     | Hsieh Min-Nan                                | Taiwan                                       | 272 (−16)                                    |                                              |                                              |
| 1978                                         | Otaru CC                                     | Fujio Kobayashi                              | Japan                                        | 281 (−7)                                     |                                              |                                              |
| 1977                                         | Nihon Line GC, West Course                   | Tsuneyuki Nakajima                           | Japan                                        | 277 (−11)                                    |                                              |                                              |
| 1976                                         | Kuma CC                                      | Seiichi Kanai                                | Japan                                        | 273 (−7)                                     |                                              |                                              |
| 1975                                         | Kurashiki CC                                 | Takashi Murakami                             | Japan                                        | 282 (−6)                                     |                                              |                                              |
| 1974                                         | Omotezao Intl. GC                            | Masashi Ozaki                                | Japan                                        | 274 (−14)                                    |                                              |                                              |
| 1973                                         | Gifu Seki CC                                 | Isao Aoki                                    | Japan                                        | 275 (−13)                                    |                                              |                                              |
| 1972                                         | Murasaki CC, Sumire Course                   | Seiichi Kanai                                | Japan                                        | 278                                          |                                              |                                              |
| 1971                                         | Phoenix CC                                   | Masashi Ozaki                                | Japan                                        | 282                                          |                                              |                                              |
| 1970                                         | Mitsukaido GC                                | Seiichi Sato                                 | Japan                                        | 280                                          |                                              |                                              |
| 1969                                         | Kasugai CC                                   | Hiroshi Ishii                                | Japan                                        | 277                                          |                                              |                                              |
| 1968                                         | Narashino CC                                 | Kosaku Shimada                               | Japan                                        | 282                                          |                                              |                                              |
| 1967                                         | Miyoshi CC, West Course                      | Shozo Miyamoto                               | Japan                                        | 276                                          |                                              |                                              |
| 1966                                         | Sobu CC                                      | Mitsutaka Kono                               | Japan                                        | 271                                          |                                              |                                              |
| 1965                                         | Kawagoe CC                                   | Mitsutaka Kono                               | Japan                                        | 273                                          |                                              |                                              |
| 1964                                         | Hirakata CC                                  | Tadashi Kitta                                | Japan                                        | 281                                          |                                              |                                              |
| 1963                                         | Ryugasaki CC                                 | Tadashi Kitta                                | Japan                                        | 285                                          |                                              |                                              |
| 1962                                         | Yokkaichi CC                                 | Torakichi Nakamura                           | Japan                                        | 285                                          |                                              |                                              |
| 1961                                         | Koga GC                                      | Yoshiro Hayashi                              | Japan                                        | 286                                          |                                              |                                              |
| 1960                                         | Oarai GC                                     | Ryohei Tanaami                               | Japan                                        |                                              |                                              |                                              |
| 1959                                         | Ibaraki CC                                   | Torakichi Nakamura                           | Japan                                        |                                              |                                              |                                              |
| 1958                                         | Naruo GC, Inagawa Course                     | Torakichi Nakamura                           | Japan                                        |                                              |                                              |                                              |
| 1957                                         | Hodogaya CC                                  | Torakichi Nakamura                           | Japan                                        |                                              |                                              |                                              |
| 1956                                         | Nagoya GC                                    | Yoshiro Hayashi                              | Japan                                        |                                              |                                              |                                              |
| 1955                                         | Sagami CC                                    | Son Shi Kin                                  | Japan                                        |                                              |                                              |                                              |
| 1954                                         | Hirono GC                                    | Shigeru Ishii                                | Japan                                        |                                              |                                              |                                              |
| 1953                                         | Abiko GC                                     | Chin Sei Sui                                 | Taiwan                                       |                                              |                                              |                                              |
| 1952                                         | Sagami CC                                    | Seiji Inoue                                  | Japan                                        |                                              |                                              |                                              |
| 1951                                         | Hirono GC                                    | Tetsuo Ishii                                 | Japan                                        |                                              |                                              |                                              |
| 1950                                         | Abiko GC                                     | Yoshiro Hayashi                              | Japan                                        |                                              |                                              |                                              |
| 1949                                         | Abiko GC                                     | Yoshiro Hayashi                              | Japan                                        | 293                                          |                                              |                                              |
| 1943–48                                      | Tävlingen inställd P.G.A. andra världskriget | Tävlingen inställd P.G.A. andra världskriget | Tävlingen inställd P.G.A. andra världskriget | Tävlingen inställd P.G.A. andra världskriget |                                              |                                              |
| 1942                                         | Koganei CC                                   | Chin Sei Sui                                 | Taiwan                                       |                                              |                                              |                                              |
| 1941                                         | Ingen tävling                                | Ingen tävling                                | Ingen tävling                                | Ingen tävling                                |                                              |                                              |
| 1940                                         | Fukuoka Ōho CC                               | Toichira Toda                                | Japan                                        |                                              |                                              |                                              |
| 1939                                         | Kawana Hotel, Fuji Course                    | Toichira Toda                                | Japan                                        |                                              |                                              |                                              |
| 1938                                         | Takarazuka GC                                | Toichira Toda                                | Japan                                        |                                              |                                              |                                              |
| 1937                                         | Takanodai CC                                 | Iwaichi Uekata                               | Japan                                        |                                              |                                              |                                              |
| 1936                                         | Nagoya GC                                    | Tomekichi Miyamoto                           | Japan                                        |                                              |                                              |                                              |
| 1935                                         | Sagami CC                                    | Toichira Toda                                | Japan                                        |                                              |                                              |                                              |
| 1934                                         | Hirono GC                                    | Tomekichi Miyamoto                           | Japan                                        |                                              |                                              |                                              |
| 1933                                         | Fujisawa GC                                  | Larry Montes                                 | Filippinerna                                 |                                              |                                              |                                              |
| 1932                                         | Naruo GC, Inagawa Course                     | Larry Montes                                 | Filippinerna                                 |                                              |                                              |                                              |
| 1931                                         | Musashino GC, Fujigaya Course                | Rokuzo Asami                                 | Japan                                        |                                              |                                              |                                              |
| 1930                                         | Takarazuka GC                                | Akira Muraki                                 | Japan                                        | 304                                          |                                              |                                              |
| 1929                                         | Mutsumi GC                                   | Tomekichi Miyamoto                           | Japan                                        | 301                                          |                                              |                                              |
| 1928                                         | Naruo GC                                     | Rokuzo Asami                                 | Japan                                        | 156                                          |                                              |                                              |
| 1927                                         | Ibaraki CC                                   | Kazuichi Nakagami                            | Japan                                        | 153                                          |                                              |                                              |
| 1926                                         | Ibaraki CC                                   | Tomekichi Miyamoto                           | Japan                                        | 161                                          |                                              |                                              |